# 이세계 (장르)
이세계(異世界, 일본어: 異世界 이세카이[*], isekai)는 우리가 살고 있는 세계와는 다른 세계를 말하며 일본의 만화, 애니메이션과 같은 미디어의 장르로 주로 사용되며, 2024년 3월 옥스퍼드 영어사전에 동명의 의미로 등재되었다.

## 환생과 전이
소설가가 되자라는 사이트는 이세계 환생과 이세계 전이를 다음과 같이 정의하고 있다.
이세계 환생은 한 번 사망하고 이세계의 다른 사람으로 환생하는 것이며, 이세계 전이는 다른 세계로 이동하는 것을 말한다.
현실 세계에서 한 번 사망하였지만, 환생을 하지 않고 죽은 당시의 모습을 한 동일한 인물로 이세계로 이동하는 작품도 존재한다. 또한 현재 세계에서 인위적인 방법으로 이세계로 전이하는 작품도 있다.

## 이세계물
말 그대로 이세계를 다루는 작품을 이세계물(일본어: 異世界物 이세카이부츠[*])이라고 한다. 판타지 세계 외에도, 결계로 인해 막상 가보지 못했던 섬이나 천국, 지옥같은 종교적 세계도 존재한다.

## 같이 보기
- 어더월드(otherworld)